# محدد قياس

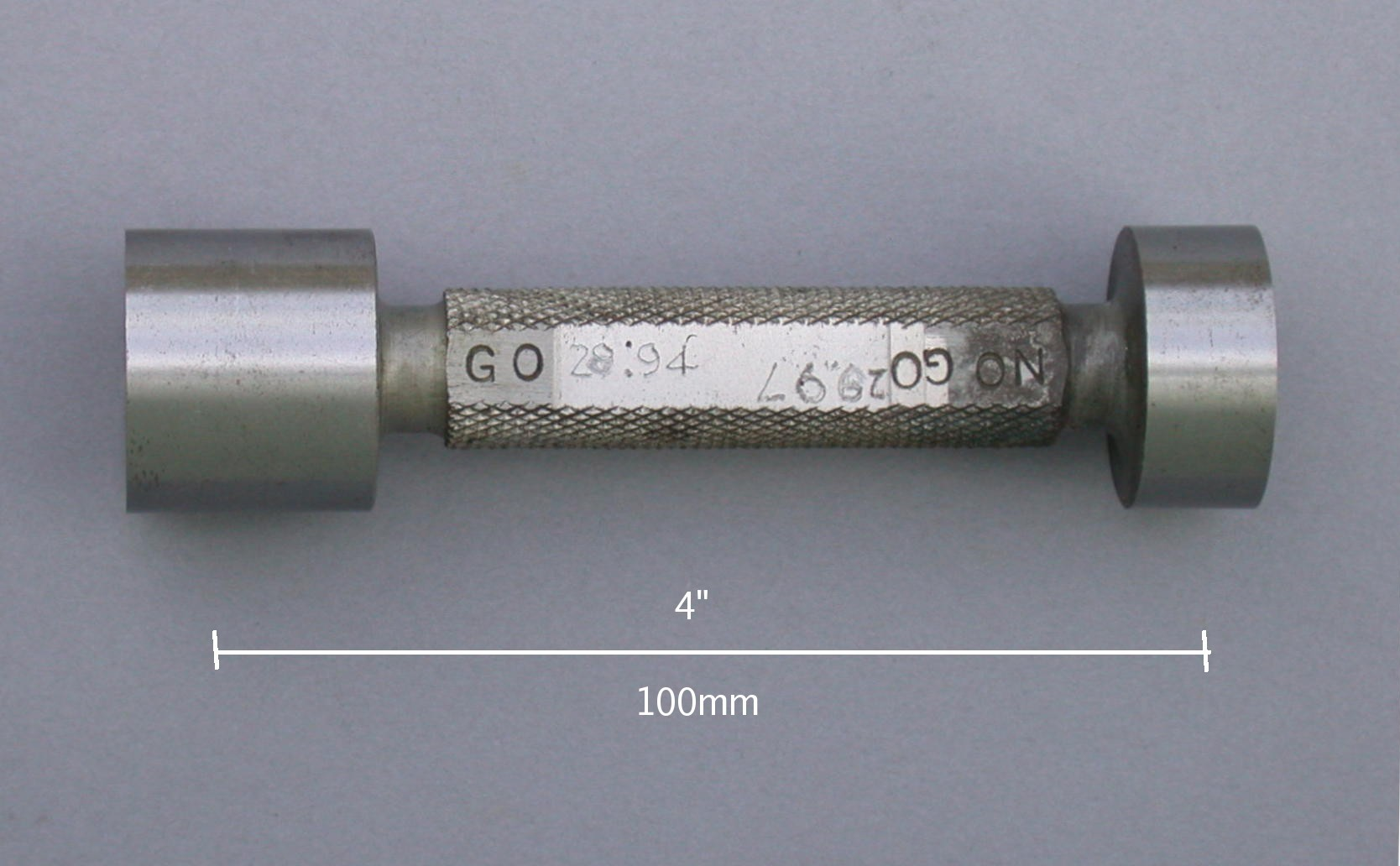

محدد القياس أو المقياس (بالإنجليزية: gauge)‏: في الهندسة، هو أداة تستخدم في القياس. هناك العديد من أنواع محددات القياس.
| - مسماك - أجهزة قياس ذات ساعة - محدد قياس الثقوب - Extensiometer - محدد قياس لفحص السمك - Fishtail-Center gauge |  | - Go-NoGo gauge - قوالب القياس - قوالب القياس - Load cell - محول تفاضلي متغير خطي - ميكرومتر (جهاز قياس) - محدد الاستدارة - Stream gauge - محدد قياس خطوة اللولب - قدمة قياس الارتفاع - قياس الضغط |  | - مقياس درجة الحرارة - مقياس الانفعال - Wire gauge - Screw gauge - Profile gauge - محدد قياس لوالب حلقية |